# Neblo
Neblo este o localitate din comuna Brda, Slovenia, cu o populație de 204 locuitori.